# Cocoricó - As Aventuras na Cidade
Cocoricó - Aventuras na Cidade é um filme brasileiro e uma temporada da série infantil Cocoricó dirigido, escrito e estrelado por Fernando Gomes
A maioria dos atores e dubladores deste filme são bonequeiros profissionais que inclusive fizeram diversos papéis no filme.

## Sinopse
O Filme mostra a ida de Júlio e seu amigos da fazenda para cidade grande, onde visitam o primo João e conhecem um novo ambiente 

## Elenco
- Fernando Gomes como Júlio, Rodolfo, Avô, Roto
- Hugo Picchi Neto como Alípio, Astolfo, Esfarrapado
- Kelly Guidotti como Lilica
- Henrique Serrano como Feito, Toquinho, Sapo Martelo
- Eduardo Alves como Lola, João, Pato Torquato
- Neusa de Sousa como Zazá, Dora, Caco
- Álvaro Petersen Jr como Oriba, Dito, Avó
- Roubinho Louzada como Noel
- Falcon Mantovani como Dorivaldo, Vitória
- Magda Crudelli como Mimosa, Pata Vina,